# Албици
Албици (на италиански: Albizi, Albizzi, Àlbizzi, Albizzo) е древна италианска благордническа фамилия, която е спомената за пръв път в документ през 1199 г.
През 13 и 14 век фамилията е начело на Гвелфите и има високи служби в Република Флоренция. Пиеро дели Албици († 1378) е вожд на Гвелфите и е екзекутиран. През 1382 г. фамилията чрез изгонването на диктатора Салвестро Медичи отново е на върха на управлението на града. През 1393 г. Масо дели Албици е избран за гонфалониер и до смъртта му 1417 г. е почти господар на Флоренция. До 1433 г. фамилията управлява Флоренция. Риналдо дели Албици (1370 – 1442) е победен и изгонен 1433 г. от Козимо де Медичи.
През 1508 г. Джовани дели Албици (1479 –1527) се жени за Джиневра, дъщеря на Лоренцо ди Пиерфранческо де Медичи, става чичо на Лоренцино де Медичи, който през 1537 г. убива управителя на града Алесандро де Медичи.
Франческо Албици (1593 – 1684) е италиански юрист, дипломат и католически кардинал.
- Герб на Албици
- Джована дегли Албици, портрет от Доменико Гирландайо (1488)